# Ethel Griffies
Ethel Griffies, pseudonimo di Ethel Woods (Sheffield, 26 aprile 1878 – Londra, 9 settembre 1975), è stata un'attrice inglese.
Attrice teatrale, fu anche interprete al cinema e in televisione. La si ricorda soprattutto nel ruolo dell'ornitologa Mrs. Bundy, al fianco di Tippi Hedren, nella celebre pellicola Gli uccelli (1963) di Alfred Hitchcock, che fu anche il suo ultimo film.

## Filmografia parziale

### Cinema
- La donna che non si deve amare (Waterloo Bridge), regia di James Whale (1931)
- Amami stanotte (Love Me Tonight), regia di Rouben Mamoulian (1932)
- The Impatient Maiden, regia di James Whale (1932)
- La principessa Nadia (Tonight Is Ours), regia di Stuart Walker (1933)
- Torch Singer, regia di Alexander Hall e George Somnes (1933)
- L'inferno verde (White Woman), regia di Stuart Walker (1933)
- Quattro persone spaventate (Four Frightened People), regia di Cecil B. DeMille (1934)
- La casa dei Rothschild (The House of Rothschild), regia di Alfred L. Werker (1934)
- Jane Eyre - L'angelo dell'amore (Jane Eyre), regia di Christy Cabanne (1934)
- Un'ombra nella nebbia (Bulldog Drummond Strikes Back), regia di Roy Del Ruth (1934)
- Resurrezione (We Live Again), regia di Rouben Mamoulian (1934)
- Mystery of Edwin Drood (The Mystery of Edwin Drood), regia di Stuart Walker (1935)
- Vanessa: Her Love Story, regia di William K. Howard (1935)
- Il segreto del Tibet (Werewolf of London), regia di Stuart Walker (1935)
- Anna Karenina, regia di Clarence Brown (1935)
- I'm from Missouri, regia di Theodore Reed (1939)
- Non siamo soli (We Are Not Alone), regia di Edmund Goulding (1939)
- Angeli della notte (Vigil in the Night), regia di George Stevens (1940)
- Lo sconosciuto del terzo piano (Stranger on the Third Floor), regia di Boris Ingster (1940)
- Charlie Chan e i morti che parlano (Dead Men Tell), regia di Harry Lachman (1941)
- Terra selvaggia (Billy the Kid), regia di David Miller (1941)
- Il mio avventuriero (A Yank in the R.A.F.), regia di Henry King (1941)
- Ciao amici! (Great Guns), regia di Monty Banks (1941)
- Com'era verde la mia valle (How Green Was My Valley), regia di John Ford (1941)
- Charlie Chan e il castello nel deserto (Castle in the Desert), regia di Harry Lachman (1942)
- Frutto acerbo (Between Us Girls), regia di Henry Koster (1942)
- Marito a sorpresa (Holy Matrimony), regia di John M. Stahl (1943)
- Marisa (Music for Millions), regia di Henry Koster (1944)
- Luna senza miele (Thrill of a Romance), regia di Richard Thorpe (1945)
- Saratoga (Saratoga Trunk), regia di Sam Wood (1945)
- Appassionatamente (Devotion), regia di Curtis Bernhardt (1946)
- Billy il bugiardo (Billy Liar), regia di John Schlesinger (1963)
- Gli uccelli (The Birds), regia di Alfred Hitchcock (1963)

### Televisione
- Lights Out – serie TV, episodio 2x40 (1950)
- The Nurses – serie TV, episodio 3x18 (1965)
- Le cause dell'avvocato O'Brien (The Trials of O'Brien) – serie TV, episodio 1x17 (1966)